# Aguila Ammunition
A Aguila Ammunition é um fabricante mexicano de cartuchos de armas de fogo, na verdade, é uma marca pertencente à "Industrias Tecnos, S.A. de C.V.".

## Histórico
A "Industrias Tecnos" foi fundada em 1961, sob o nome de Cartuchos Deportivos de México (foi mudada para Tecnos em 1978), como uma fabricante de cartuchos de fogo circular esportivos em colaboração com a americana Remington Arms.